# فريتز غريف
فريتز غريف (بالألمانية: Fritz Greve)‏ هو رسام ألماني، ولد في 17 أغسطس 1863 في مالشين في ألمانيا، وتوفي بنفس المكان في 2 أبريل 1931.